# Chthonius sestasi
Chthonius sestasi är en spindeldjursart som beskrevs av Volker Mahnert 1980. Chthonius sestasi ingår i släktet Chthonius och familjen käkklokrypare. Inga underarter finns listade i Catalogue of Life.